# チャペル& Co.
チャペル& Co.（Chappell & Co.）は、かつて存在したイングランドの企業。音楽出版とピアノ製造を行っていた。

## 歴史

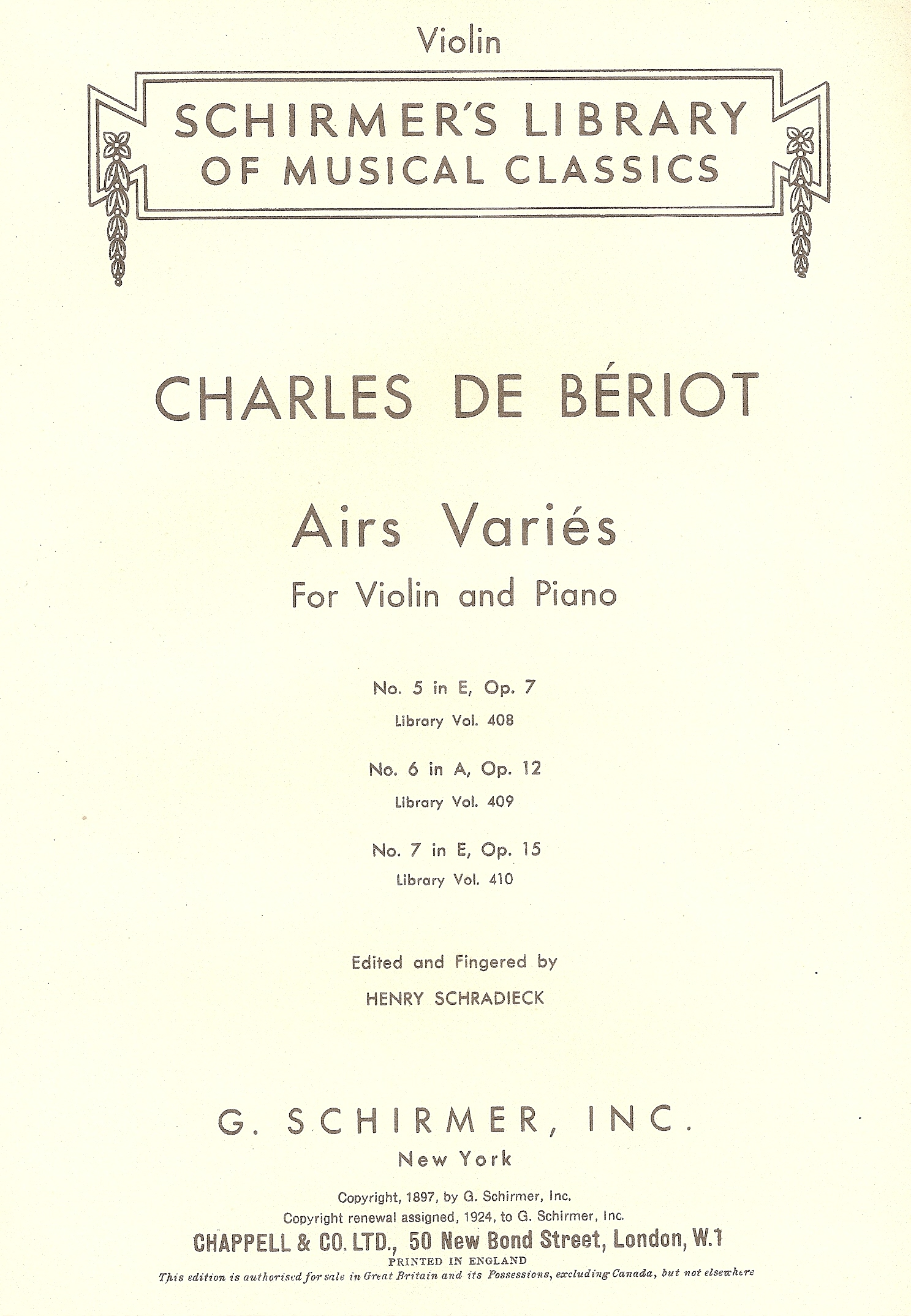
チャペルによって出版されたベリオの作品の一部の版の表紙。

1810年にサミュエル・チャペル（c.1782年–1834年）によって音楽教授Francis Tatton Latourとヨハン・バプティスト・クラーマーと協力して創業された。クラーマーは有名なロンドンの作曲家、教師、ピアニストでもあった。会社の店舗には複数のフロアにピアノやその他の楽器（販売または貸し出し）、楽譜のための広い展示室があり、ボンド・ストリートの目立つ目印となった。チャペルはロイヤル・フィルハーモニック協会の創設にも取り組んだ。チャペル社の評判は急成長し 、1819年にはルートヴィヒ・ヴァン・ベートーヴェンが出版したいと思っている作品に関して仲間に手紙を書いている; 「ポッターは、ボンド・ストリートにあるチャペルが現在最良の出版社に一つだと言っている」。サミュエル・チャペルは1834年に死去し、長男のウィリアム・チャペル（1809年–1888年）が会社を引き継ぎ、母のエミリー・チャペル（旧姓Patey）の代理として会社を経営した。1843年頃、ウィリアムはクラーマー& Co. に加わり、その後パーシー協会と音楽古物研究協会（Musical Antiquarian Society）を設立した。弟のトーマス・ペティー・チャペル（1819年–1902年）が次に経営を引き継いだ。最初は音楽出版と演奏会の主催に専念していたチャペル社は1840年代にピアノ製造を始めた。
トーマスはチャペル& Co. の出版事業を拡大し、ミュージカルに関する出版に重点的に取り組んだ。これは今日もチャペルの成功にとって重要である特異分野である。チャペル社は楽譜販売のための市場を作ることになるかもしれないコンサートやオペラ、その他の催しを主催した。トーマスはチャペル家が部分的に所有していたセント・ジェームズ・ホールにおける月曜から土曜までのポピュラーコンサートを思い付き、出資した（1859年）。このコンサートは弟のサミュエル・アーサー・チャペルによってうまく運営され、1901年まで続いた 。トム・チャペルの成功の一つはギルバート・アンド・サリヴァンのオペラとアーサー・サリヴァンのその他の楽曲、古いグノーのオペラ『ファウスト』、バルフのオペラ『ボヘミアの少女』の出版であった。トーマスは王立音楽大学の最初のDirectorの一人やロイヤル・アルバート・ホールの最初の支配人の一人でもあった。トーマスは1902年に死去した。トーマスは音楽出版社協会の創設メンバーであり、協会の初代会長となり、1881年から1900年まで会長職を務めた。
20世紀の間、チャペル社はイギリスで一流の音楽出版社・ピアノ製造業者となった。1964年、建物が火災で破壊されたが、その後に再建された。1970年代末までに、チャペル社はミュージカル作品（ロジャース&ハマースタインなど）の出版で有名な世界的一流音楽出版社となった。1980年、チャペルは小売事業を売却し、音楽出版のみに専念した。ロンドンのボンド・ストリートの店舗はヤマハピアノの大流通業者であったケンブル& Co.によって購入され、ケンブル社はチャペル・オブ・ボンド・ストリートの名称でこの楽器店を経営した。チャペル& Co. の出版事業は後にポリグラムによって、1987年にはワーナー・ミュージック・グループによって2億米ドルで買収され、ワーナーの音楽出版部門と合併してワーナー/チャペル・ミュージックが設立された。